# Redfield Proctor
Redfield Proctor (Proctorsville, 1 de junio de 1831-Washington D. C., 4 de marzo de 1908) fue un político estadounidensedel Partido Republicano. Se desempeñó como el 37.° gobernador de Vermont de 1878 a 1880, como Secretario de Guerra de 1889 a 1891, y como senador de los Estados Unidos por Vermont de 1891 a 1908.

## Biografía

### Primeros años
Nació en junio de 1831 en Proctorsville, un pueblo que lleva el nombre de su familia en el condado de Windsor (Vermont). Después de graduarse en el Dartmouth College en 1851, regresó a Proctorsville, donde se convirtió primero en un hombre de negocios, y luego en abogado, tras graduarse en la Facultad de Derecho de Albany en 1859.

### Guerra de secesión
Tras el estallido de la guerra civil estadounidense en 1861, se alistó en la 3.° Infantería de Vermont, donde fue comisionado como teniente. En julio del mismo año fue nombrado miembro del personal del general William F. Smith, y en octubre fue ascendido y transferido a la 5.° infantería de Vermont, de la cual se le encomendó el cargo de comandante. Con este regimiento sirvió casi un año. En octubre de 1862, fue ascendido a coronel de la 15.° infantería de Vermont, y participó en la Campaña de Gettysburg, pero se colocó en la retaguardia y no participó en la batalla.

### Carrera política
Después de retirarse del servicio militar en 1863, regresó inicialmente a la práctica de la ley, en Rutland (Vermont). En 1869 fue gerente en Sutherland Falls Marble Company. En 1880, esta compañía se fusionó con otra para convertirse en la Vermont Marble Company, siendo su presidente. Seis años más tarde, el área que contiene las canteras de mármol de la compañía, conocida localmente como Sutherland Falls, se dividió en una ciudad separada, llamada Proctor.
En 1867 representó a Rutland en la Cámara de Representantes de Vermont, y fue presidente del comité de elecciones. Al año siguiente, se desempeñó como miembro del comité sobre formas y medios de la Cámara de Representantes. Elegido para el Senado de Vermont en 1874, siendo elegido presidente pro tempore.
En 1876, fue elegido como el 29.° teniente gobernador del estado, y en 1878 fue nominado por los republicanos y elegido gobernador de Vermont, dimitiendo en 1880. Fue delegado general a la Convención Nacional Republicana en 1884, y también en 1888. En ese último año fue presidente de la delegación de Vermont, y secundó la nominación presidencial de Benjamin Harrison.
En 1888, la legislatura de Vermont lo recomendó por unanimidad para un puesto en el gabinete, y en marzo de 1889, el presidente Benjamin Harrison lo designó Secretario de Guerra de los Estados Unidos. En el cargo, revisó el código de justicia militar, instituyó un sistema de registros de eficiencia y exámenes de promoción para oficiales, y estableció un único registro y división de pensiones en el Departamento de Guerra.
Dejó el Departamento de Guerra en noviembre de 1891 para convertirse en senador de los Estados Unidos por Vermont, ocupando la vacante causada por la renuncia de George F. Edmunds. Como senador, se desempeñó como presidente de la comisión para establecer una Universidad de los Estados Unidos de 1891 a 1893, de la comisión de agricultura y silvicultura (1895–1909) y de la comisión de asuntos militares (1905–1907). Continuó siendo senador por el resto de su vida, y fue un defensor eficaz de los altos aranceles y del patrón oro, así como una influencia en las políticas militares de los gobiernos de William McKinley y Theodore Roosevelt.

### Fallecimiento
Falleció en Washington D. C. el 4 de marzo de 1908. Fue enterrado en el cementerio de South Street en Proctor (Vermont).
Su residencia en Rutland de 1867 figura en el Registro Nacional de Lugares Históricos.